# スコット・キャロン
スコット・キャロン （1964年12月6日 - ）は、アメリカ合衆国出身の実業家。

## 人物
1986年プリンストン大学ウッドウィールスクール卒業。1993年スタンフォード大学大学院政治学博士課程修了。
日本開発銀行 (現日本政策投資銀行) 設備投資研究所客員研究員やモルガン・スタンレー証券勤務等を経て、2006年いちご・アセットマネジメント設立。代表取締役社長兼パートナー。同年、日本の永住者資格を取得。
2008年、不動産業のいちご株式会社代表執行役会長。
2012年チヨダ社外監査役、2020年富士通社外取締役、同年6月ジャパンディスプレイ代表取締役会長兼社長執行役員、8月取締役兼代表執行役会長、2021年1月取締役兼代表執行役会長兼CEO。2025年5月、JDIの業績不振の責任を取り、CEOを辞任。